# Richoniella pumila
Richoniella pumila är en svampart som beskrevs av G. Cunn. 1940. Richoniella pumila ingår i släktet Richoniella och familjen Entolomataceae.  Utöver nominatformen finns också underarten bispora.